# Келдерару (комуна)
Келдерару (рум. Căldăraru) — комуна у повіті Арджеш в Румунії. До складу комуни входять такі села (дані про населення за 2002 рік):
- Бурдя (744 особи)
- Келдерару (1081 особа)
- Стримбень (1159 осіб)

Комуна розташована на відстані 90 км на захід від Бухареста, 46 км на південь від Пітешть, 91 км на схід від Крайови, 144 км на південь від Брашова.

## Населення
За даними перепису населення 2002 року у комуні проживали 2984 особи, усі — румуни. Усі жителі комуни рідною мовою назвали румунську. За віросповіданням усі жителі комуни — православні.